# Christian Wagner (Schriftsteller)

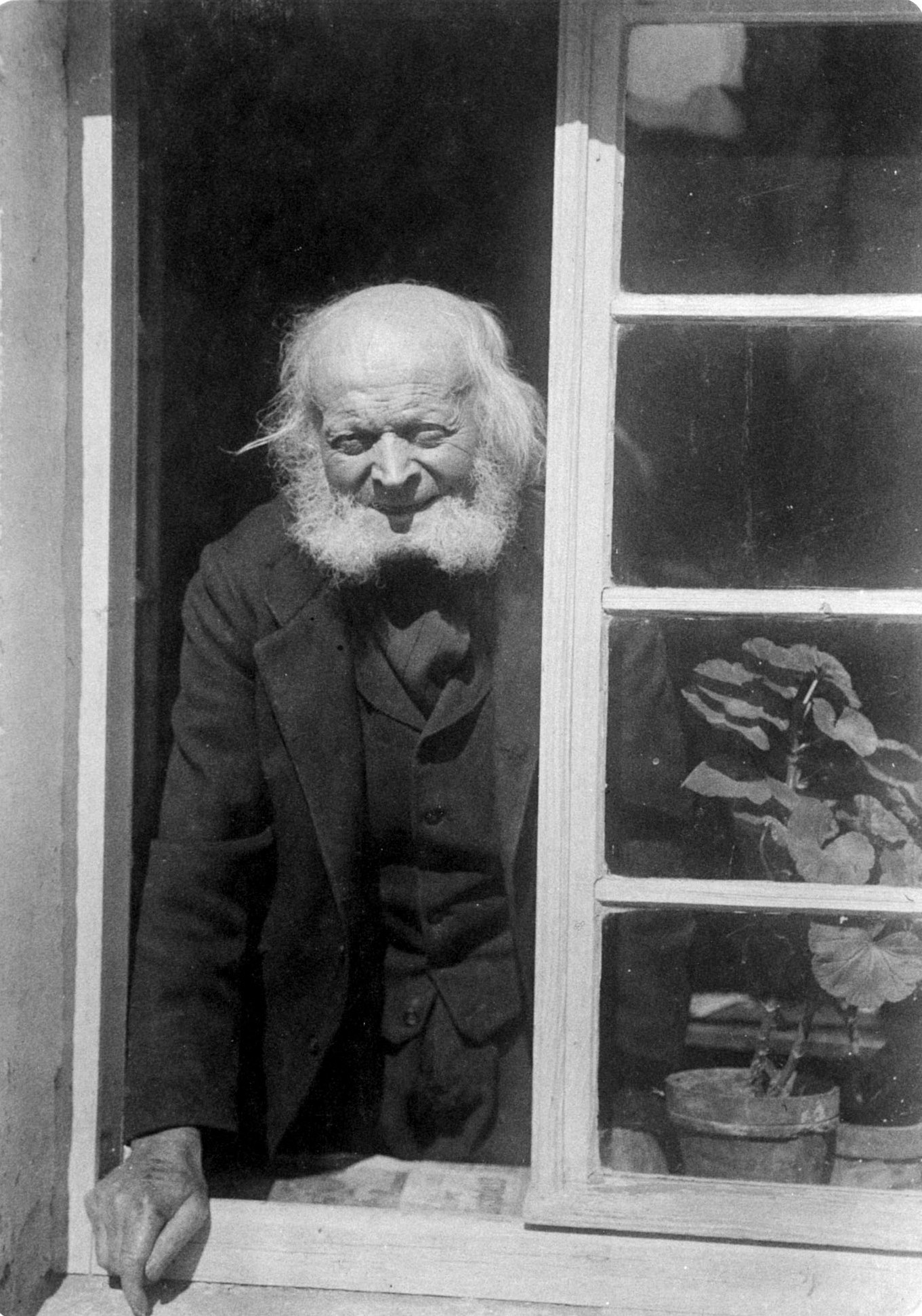
Blick des Dichters aus dem Fenster (1915)

Christian Friedrich Wagner (* 5. August 1835 in Warmbronn; † 15. Februar 1918 ebenda) war ein deutscher Schriftsteller und Kleinbauer.

## Leben und Werk

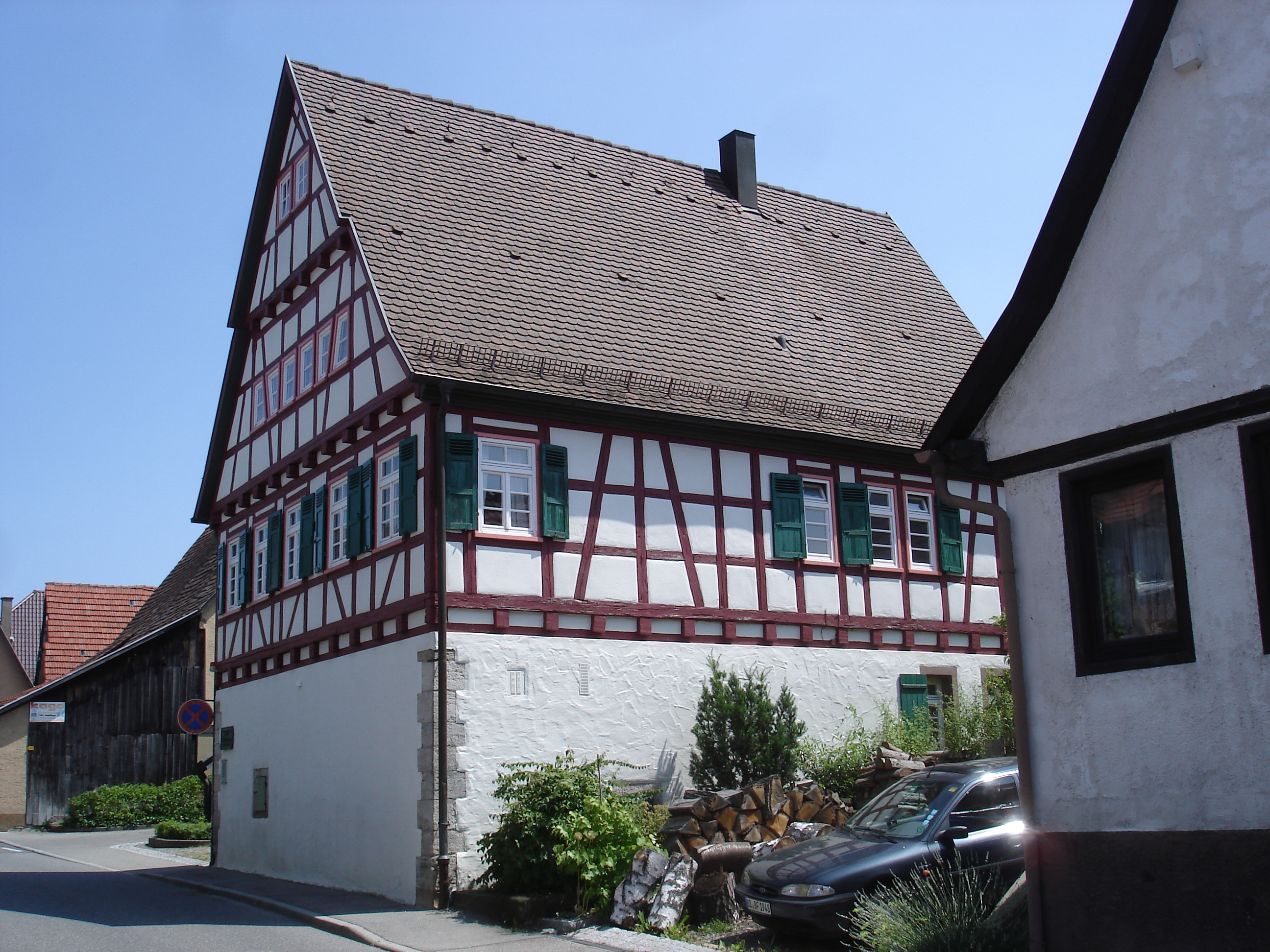
Wagners Geburtshaus in Warmbronn

Kindheit und Jugend verbrachte Christian Wagner in einfachen Verhältnissen in Warmbronn, sein Vater war dort Bauer und Schreiner. Nach seiner Konfirmation 1849 arbeitete er in der elterlichen Land- und Viehwirtschaft und im Winter als Holzfäller. Bis Ende der 1850er Jahre wurde er nebenher zum leidenschaftlichen Schmetterlingssammler, legte ein Herbarium an und begann, intensiv zu lesen. Er empfand sich selbst als „Sonderling“, denn er verkaufte seine Rinder nie an den Metzger. Wagner interessierte sich für die Ruinen in der heimatlichen Umgebung und verfasste 1860 sein erstes Gedicht, für die Mutter. Beeinflusst von den Schillerschen Dramen schrieb er 1865 sein Schauspiel: Abi-Melech.

### Erste Ehe
Im November 1865 heiratete Christian Wagner die Warmbronnerin Anna Maria Glatzle und bezog mit ihr eine „kleine Stube und Kammer“ im Elternhaus. Nachdem sein Vater im Dezember 1866 verstorben war, übernahm er dessen verschuldete Landwirtschaft. Kurz darauf, am Tag der Geburt seines ersten Kindes Christian Albert, starb Wagners Mutter (15. Januar 1867) und nach drei Wochen auch sein Kind. Er schrieb eine erste Sammlung von Gedichten Lieder des Leids, später veröffentlicht in den Sonntagsgängen. Auch die beiden nächsten Kinder, Caroline Friederike (1868) und Karoline Luise (1869), starben wenige Monate nach ihrer Geburt.
In der Zeit von Ende August 1868 bis April 1869 arbeitete er mit beim Bau der Eisenbahnstrecke, die direkt in der Nachbarschaft vorbeiführen sollte. Während der Arbeitspausen schrieb er Gedichte.
Am 24. November 1870 starb seine Frau bei der Geburt des Sohnes Gottlieb, der nur neun Monate alt wurde.

### Zweite Ehe
Bereits vier Monate später, am 19. März 1871, heiratete Christian Wagner seine Cousine Christiane Catharina Kienle, genannt Nane. Am 3. Januar 1872 kam Sohn Christian zur Welt († 8. Sept. 1949) und am 3. März 1874 Tochter Amalie Friederike († 25. Januar 1952).
Die Lebensverhältnisse der Familie waren äußerst beengt: Zwar konnten die Grundnahrungsmittel auf dem Hof erwirtschaftet werden; für die übrigen Ausgaben für Kleider, Hausrat und für die Steuern mussten jedoch Schulden gemacht werden: Bis 1892 unterschrieb er mehr als zwanzig Schuldscheine und verdingte sich deshalb zusätzlich als Tagelöhner und Holzfäller (bis 1885).
Christian Wagners Frau Nane ließ sich im Frühjahr 1878 zur examinierten Hebamme ausbilden. Am 2. Oktober 1879 wurde Tochter Pauline geboren († 3. Juni 1966). „Ermunterung“ und Förderung bei seinen schriftstellerischen Unternehmungen erfuhr er durch den Warmbronner Pfarrer Karl Rau und einige Lehrer des Ortes. Im Frühjahr erwarb er eine Obstwiese und einen kleinen Schuppen.

### Beginnender Erfolg
Im Winter 1884 nutzte Wagner die freie Zeit zum Sichten seiner poetischen Versuche und stellte sein Manuskript Märchenerzähler, Bramine und Seher zusammen, das im Frühjahr 1885 in einem Stuttgarter Verlag erschien, nachdem er die Herstellungskosten des Buches übernommen hatte. In diesem Werk sah er sich selbst als Bramine, der „alles Lebendige schonend und achtend durch die Fluren wandelt“, er versicherte jedoch, nie buddhistische Schriften gelesen zu haben. Die selbstfinanzierten 1.000 Exemplare der ersten Auflage waren schnell verkauft, der Verleger druckte unter dem neuen Titel Sonntagsgänge 1887 die zweite Auflage, im selben Jahr die dritte Auflage erweitert um Weitere Märchen und Balladen. Karl Gerok und Gustav Hauff schrieben positive Rezensionen. Im August desselben Jahres wurde Tochter Luise Christiane († 8. Juli 1950) geboren.
Seit 1889 besuchten ihn viele begeisterte Leser aus nah und fern in seinem Dorf. Wagners Frau Nane kehrte 1890 von einer erneuten Badekur in Wildbad halb gelähmt zurück, nachdem sie seit Winter 1887 an einer Rückenmarksentzündung gelitten hatte. Christian Wagner erkannte für sich, „daß für den angehenden Dichter selbst das Lesen anderer Dichterwerke schädlich wirkt“; er hatte bis zu diesem Zeitpunkt u. a. die Dichtungen von Schiller, Goethe, Lessing, Uhland, Geibel, Lenau und Lord Byron intensiv gelesen.
Vom Stuttgarter Zweig der Weimarer Deutschen Schillerstiftung erhielt er 1889 und 1891 Ehrengaben in Höhe von 100 Goldmark; auch der Unternehmer Gustav Siegle aus Stuttgart und andere begeisterte Leser halfen ihm durch Geldzuwendungen, teilweise regelmäßig. Mitte Februar 1892 fiel seine Frau Nane in geistige Umnachtung und starb am 25. April 1892.

### Anerkennung und Reisen

Christian Wagner, Gemälde von Emilie Weißer, entstanden zwischen Oktober 1894 und Februar 1895 in Stuttgart

Die Deutsche Schillerstiftung in Weimar setzte ihre regelmäßige finanzielle Unterstützung durch Ehrengaben fort, initiiert von Richard Weltrich und Paul Heyse. Wagner stellte den ersten Teil seiner Autobiografie Aus meinem Leben zusammen. 1893 erschienen die Weihegeschenke mit Idyllen, Mythen und Epigrammen, Epischen Bildern und Vermischten Gedichten, im Jahr darauf Neuer Glaube, das erfolglos blieb. 1894 schrieb Wagner den zweiten Teil von Aus meinem Leben. Immer wieder geriet er in große finanzielle Not, beispielsweise durch Verluste von Rindern, doch immer wieder auch erfuhr er Hilfe aus den ihn verehrenden Kreisen. Emilie Weißer, eine Malerin aus Stuttgart, unterstützte ihn bis 1913.
Zu Beginn des Jahres 1895 kündigte Bruno Wille nach Lektüre der Weihegeschenke Rezensionen und seinen Besuch in Warmbronn an. Durch ihn entstanden die ersten Kontakte zum Friedrichshagener Dichterkreis, aber auch zu Gustav Landauer und dem Maler Fidus. Otto Güntter, der Mitbegründer des Schiller-Nationalmuseums in Marbach am Neckar erwarb als Privatmann ein Porträt Wagners von Emilie Weißer, um ihn damit zu unterstützen; 1934 stiftete er es dem Museum.
Im Sommer 1895 reiste Wagner an den Vierwaldstättersee und den Lago Maggiore. Er machte Lesereisen in der württembergischen und hohenlohischen Region. Nachdem er weitere Stiftungen erhalten hatte, unter anderen die Zusage der Schiller-Stiftung, ihn für weitere drei Jahre mit jeweils 300 Mark zu unterstützen, fuhr er Ende März 1896 wieder nach Oberitalien, dieses Mal bis Como, Mailand, Genua, zum Meer. Unterwegs besuchte er die italienische Schriftstellerin Ada Negri, „die Vorkämpferin für die Befreiung der untersten Stände“. Im Sommer desselben Jahres reiste er nach München und besichtigte die dortigen Pinakotheken, die Glyptothek und die Schack-Galerie und lernte den Schiller-Biographen Richard Weltrich persönlich kennen; dessen große Monographie über Christian Wagner erschien 1898. Am 1. Juni 1897 ernannte der Deutsche Lehrerverband für Naturkunde Wagner zum Ehrenmitglied. Gustav Landauer besuchte 1899 zum ersten Mal den Dichter in Warmbronn.

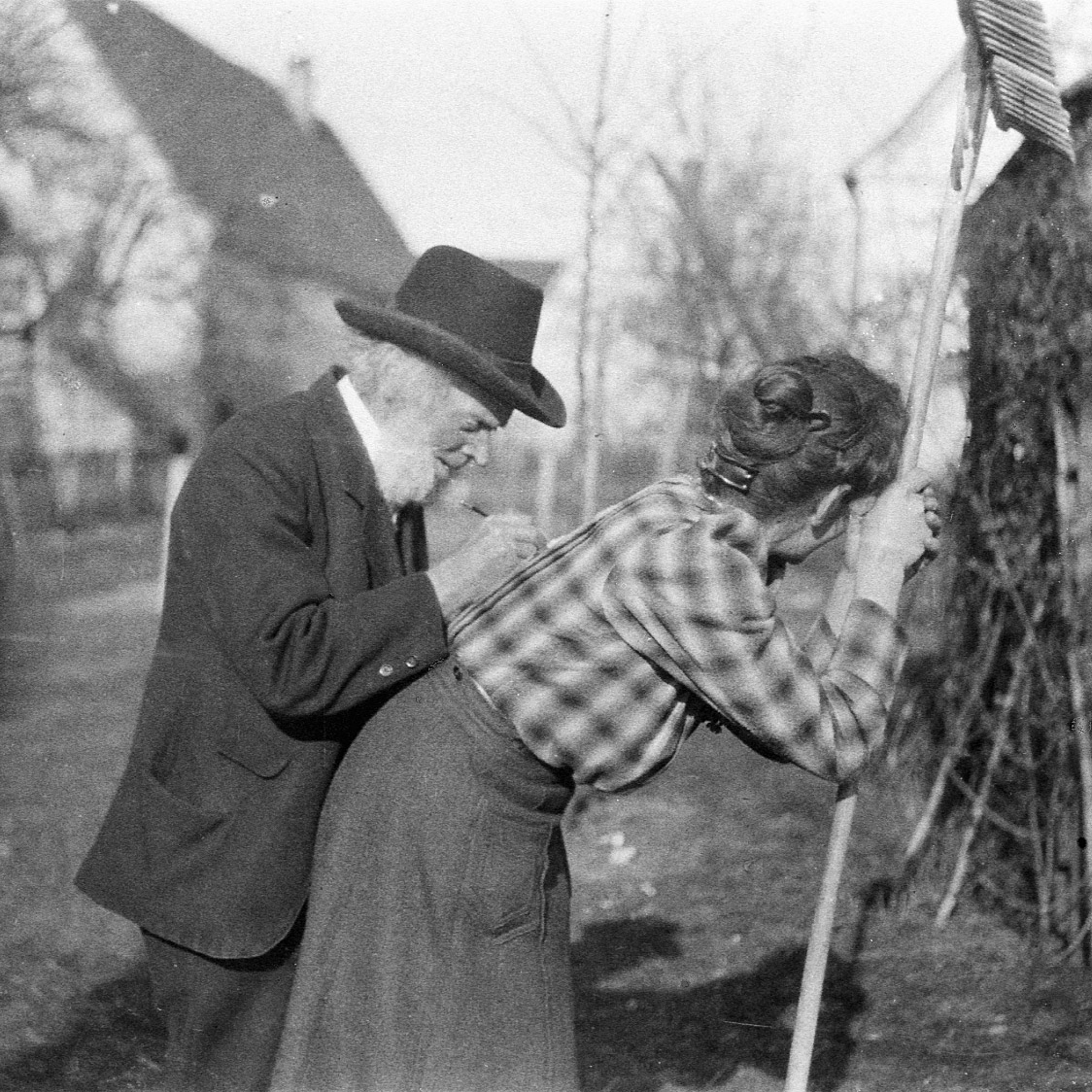
Beim Signieren (21. April 1907)

Dank den fortgesetzten Zahlungen der Schillerstiftung konnte Wagner seine verzinsten Schulden bis 1900 zurückzahlen. In Paris erschien Ernest Seillières umfangreicher Essay über Wagner, der ihn umfassend würdigt. Und immer wieder war er zu längeren Vortragsreisen unterwegs: Er besuchte Wilhelm Schussen in Schwäbisch Gmünd, die Schwiegereltern von Dr. Owlglass in Ulm für mehrere Wochen. Im August 1904 dann die erste große Italienreise: Er bereiste Neapel, Capri, Pompeji, Rom und Florenz innerhalb von vier Wochen.

### Späte Garben
Christian Wagners 70. Geburtstag am 5. August 1905 war nicht nur in Warmbronn ein großes Ereignis. Er erhielt über hundert anerkennende Glückwünsche aus nah und fern, darunter von Wilhelm Klemm und Cäsar Flaischlen, zahlreiche Geburtstagsartikel erschienen in der Presse. 1909 kam der Gedichtband Späte Garben heraus und im Frühjahr desselben Jahres begegnete er in Stuttgart erstmals Hermann Hesse. Im November 1909 wurden in Stuttgart zehn seiner Lieder aus Ein Blumenstrauß in der Vertonung von Karl Bleyle uraufgeführt.
Im Januar 1910 verwandelte die Deutsche Schillerstiftung die bis dahin gewährte jährliche Pension in Höhe von 500 Mark in eine lebenslange Rente. Fritz Mauthner gratulierte zum 75. Geburtstag und im April 1911 begab er sich mit seiner Tochter Luise auf eine weitere Italienreise, die ihn über Schaffhausen und den Gotthard wieder nach Rom und Neapel führte. Am 12. Juni 1912 erkannte ihm der Frauenbund zur Ehrung rheinländischer Dichter den Ehrenpreis in Höhe von 2.000 Mark zu. Italien in Gesängen erschien im Selbstverlag. Bruno Frank rezensierte, neben vielen anderen, das Werk begeistert. 1913 erschien die von Hermann Hesse vorgenommene Auswahl der Gedichte mit seinem Vorwort, im selben Jahr die 5. Auflage des Blumenstrauß und im Selbstverlag Wagners autobiografische Notizen Aus der Heimat.

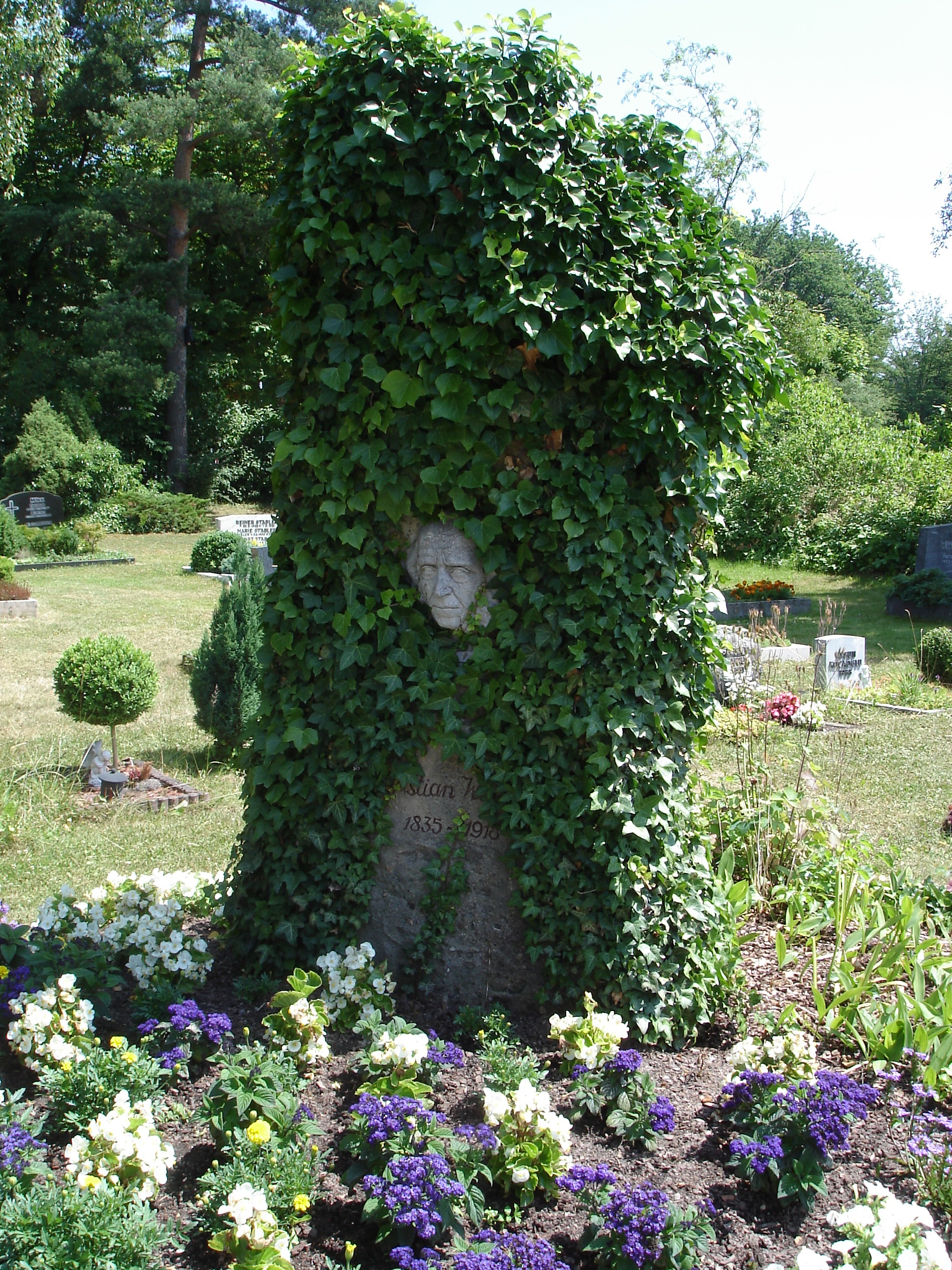
Wagners Grab in Warmbronn

Im August 1915 wurde er zum Ehrenbürger Warmbronns ernannt. Seine Stellung zur Kriegslyrik war eindeutig, wie aus einem Brief an Hermann Hesse hervorgeht: Nachdem er schon mehrfach „um Kriegslieder angegangen worden“ sei, schreibt er weiter: „das Heldentum des Nitroglyzerins erkennen wir [Dichter] nicht an!“ Als der befreundete Dichter und Kriegsdienstverweigerer Gusto Gräser aus Deutschland ausgewiesen werden sollte, setzte er sich für ihn ein. Der spätere Dadaist Johannes Baader besuchte ihn 1916 in Warmbronn und hielt daraufhin begeisterte Vorträge über Wagner. Otto Güntter bereitete eine erste Werkausgabe vor, die vom Schwäbischen Schillerverein subventioniert werden sollte; sie sollte 1918 erscheinen.
Am 15. Februar 1918 starb Christian Wagner. Otto Güntter erwarb den schriftlichen Nachlass für das Schillermuseum in Marbach.

## Wirkung

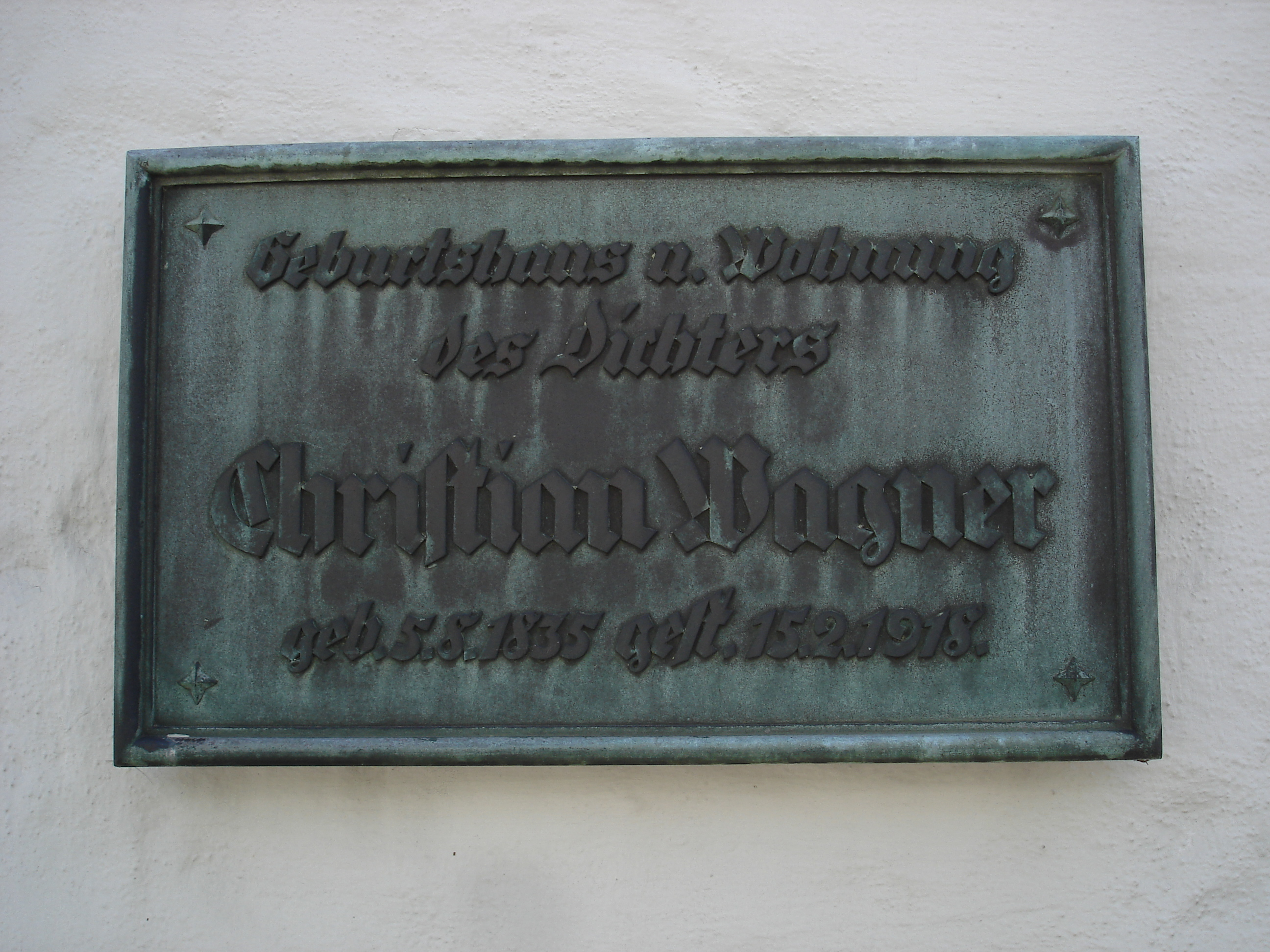
Gedenktafel an Wagners Geburtshaus in Warmbronn

Christian Wagner gehört zu den literarischen Außenseitern des späten 19. Jahrhunderts. Sein vorwiegend lyrisches Werk, geprägt von einer Naturphilosophie der Schonung alles Lebendigen ist keiner Richtung oder Schule zuzurechnen. Als Autodidakt ohne höhere Schulbildung hat Wagner ein Werk geschaffen, das von hohen ethischen Werten getragen ist. So gehört ein großer Teil seiner Lyrik zum bleibenden Bestand der deutschen Literatur.
Schon zu Lebzeiten erfuhr der Autor namhafte Unterstützung, so etwa von Gustav Landauer, Bruno Wille, Kurt Tucholsky und vor allem von Hermann Hesse, der 1913 einen Auswahlband der Gedichte Wagners herausgab. Der Friedrichshagener Julius Hart widmete Wagner bereits 1899 einen ausführlichen Essay. Nach seinem Tod setzten sich neben anderen Albrecht Schaeffer, Theodor Heuss, Werner Kraft, Albrecht Goes, Wulf Kirsten, Hermann Lenz, HAP Grieshaber und Peter Handke für ihn ein.
Christian Wagner äußerte 1913 in seiner Antwort auf die Rundfrage des Georg-Müller-Verlages nach dem Verhältnis von Schriftsteller, Verleger und Publikum: 

„Es fiel mir einigermaßen schwer, über dieses Thema mich auszulassen, in den Alltagsgeschmack des urteilslosen Publikums und zu Zeiten auch seiner Verleger sich hineinzudenken, und da ich somit als Autodidakt keine geregelten Verbindungen aufzuweisen vermag, so mögen dieselben gerade deswegen um so zuverlässiger sein. Sicherer insofern, als ich von keiner Schule beeinflußt bin. Was ich geschrieben habe, war Inspiration. – Ich bekam? – oder besaß die Fähigkeit des Schweißhundes fremden Fährten nachzugehen, der Boden erzählte mir seine Geschichte und zwar was hochinteressant ist, mit historischer Treue. ... Der akademisch gebildete Schriftsteller nahm vielfach daran Anstoß. ... Wurde ich doch als alter Mann von einem unreifen Bürschchen solchen Schlags folgendermaßen angerempelt: ‚So, Sie sind der Bauer, der Gedichte schreibt? Wenn aber jeder Bauer Gedichte schreiben wollte, – was dann?‘ Er meinte offenbar, ich sollte mich bei ihm für diese Frechheit entschuldigen; das tat ich nun nicht, sondern sagte bloß: Diese Gefahr werde kaum eintreten, da es stets mehr Spatzen geben werde als Lerchen.“

### Zeugnisse
- Hermann Hesse:

„Es gibt Dichter, welche allen Bemühungen der Journalisten um ihre Berühmtheit siegreich widerstehen. So einer ist Christian Wagner. Wie viel haben wir uns um ihn bemüht, wie viel haben wir unseren Freunden von ihm erzählt, öffentlich und privatim, und wie wenig hat es genützt.“ (1919)
- Kurt Tucholsky:

„... er fühlte die tiefe Zusammengehörigkeit zwischen Tier, Mensch und Pflanze, Stein und Stern. Und er liebte das alles. ... Er war dogmenlos fromm. ... Er war allerdings ein Landmann; er hat die Natur gekannt, aber das Hälmchen war ihm kein Anlaß, ‚Duliöh!‘ zu schreien oder ein knallig angestrichenes Gemüt leuchten zu lassen. Er war ein in sich gekehrter Künstler und wohl wert, daß wir ihn alle läsen und verehrten.“ (1919)
- Karl Kraus:

„Es wird in deutscher Sprache nicht viele Wunder von der Art der dritten und der letzten Strophe des Gedichtes ‚Syringen‘ geben“. (1922)
- Theodor Heuss:

„Nur ein Pedant mag ihm ... Fehler nachrechnen oder eine Verirrung ins Bildungssüchtige tadeln, der Achtsame wird den künstlerischen Ernst, die gedankliche Strenge, die im Einzelnen immer wieder kühne und wunderbare Bildhaftigkeit erspüren.“ (1943)
- Karl Krolow:

„Auch er ist den Abseitigen zuzurechnen, die ein Blinzeln, ein unerwartetes Augenaufschlagen wagen, aus dem bei ihnen plötzlich eine Landschaft oder auch nur ein Blumenstilleben wie ein zartes Erstaunen zustande kommt und um sich greift.“ (1964)
- Robert Minder:

„Ein Sonntagsdichter wie es Sonntagsmaler gibt, aber Sonntagsmaler vom Rang des Henri Rousseau in Frankreich, der Grandma Moses in Amerika.“ (1965)
- Albrecht Goes:

„Dem ganzen Werk eignet eine unmittelbare Frische, Kühnheit, eine Elementarkraft, ein wider die Schwermut streitender Trotz: sie bewirken, daß ein Dutzend ‚Poeten von der Zunft‘ nicht von ferne an Christian Wagner heranreichen.“ (1973)
- Peter Handke:

„Für Wagner war die Vernunft, wie sonst für so viele, keine Maskierung, keine bloße Person-Vortäuschung; er war von ihr durchdrungen als von einer Lebensart und konnte gerade deswegen in seiner Poesie so frei schalten: Das Mystische bei ihm ist nichts als die siegreiche Wahrnehmungsfähigkeit eines befreiten, durch und durch vernünftigen Menschen.“ (1978)

## Christian-Wagner-Gesellschaft
Die Christian-Wagner-Gesellschaft e. V. mit Sitz in Leonberg-Warmbronn wurde 1972 mit folgenden Zielen gegründet: „Förderung der Kenntnis von Leben und Werk des Dichters Christian Wagner“, „Neuherausgabe seiner Schriften“ und Erhaltung des Christian-Wagner-Hauses, das der Errichtung eines Supermarktes zum Opfer fallen sollte. Das renovierte Haus des Dichters konnte schließlich 1983 bezogen werden: Es beherbergt nun das Christian-Wagner-Museum mit einer Dauerausstellung über den Dichter, eingerichtet vom Deutschen Literaturarchiv Marbach, mit einem Vortragsraum für Konzerte, Vorträge, Autorenlesungen und Werkstattgespräche, der vom Verein das Jahr über rege genutzt wird. Der Verein hat 254 Mitglieder (Stand November 2013).
Zahlreiche Veröffentlichungen hat die Gesellschaft verlegt oder initiiert: Die Warmbronner Schriften mit Autoren wie Hermann Lenz, Frei Otto, Karl Mickel, Tuvia Rübner sowie die Neuausgaben Christian Wagners bedeutendster Werke.
Seit 1992 verleiht die Gesellschaft den Christian-Wagner-Preis.

## Gedenken

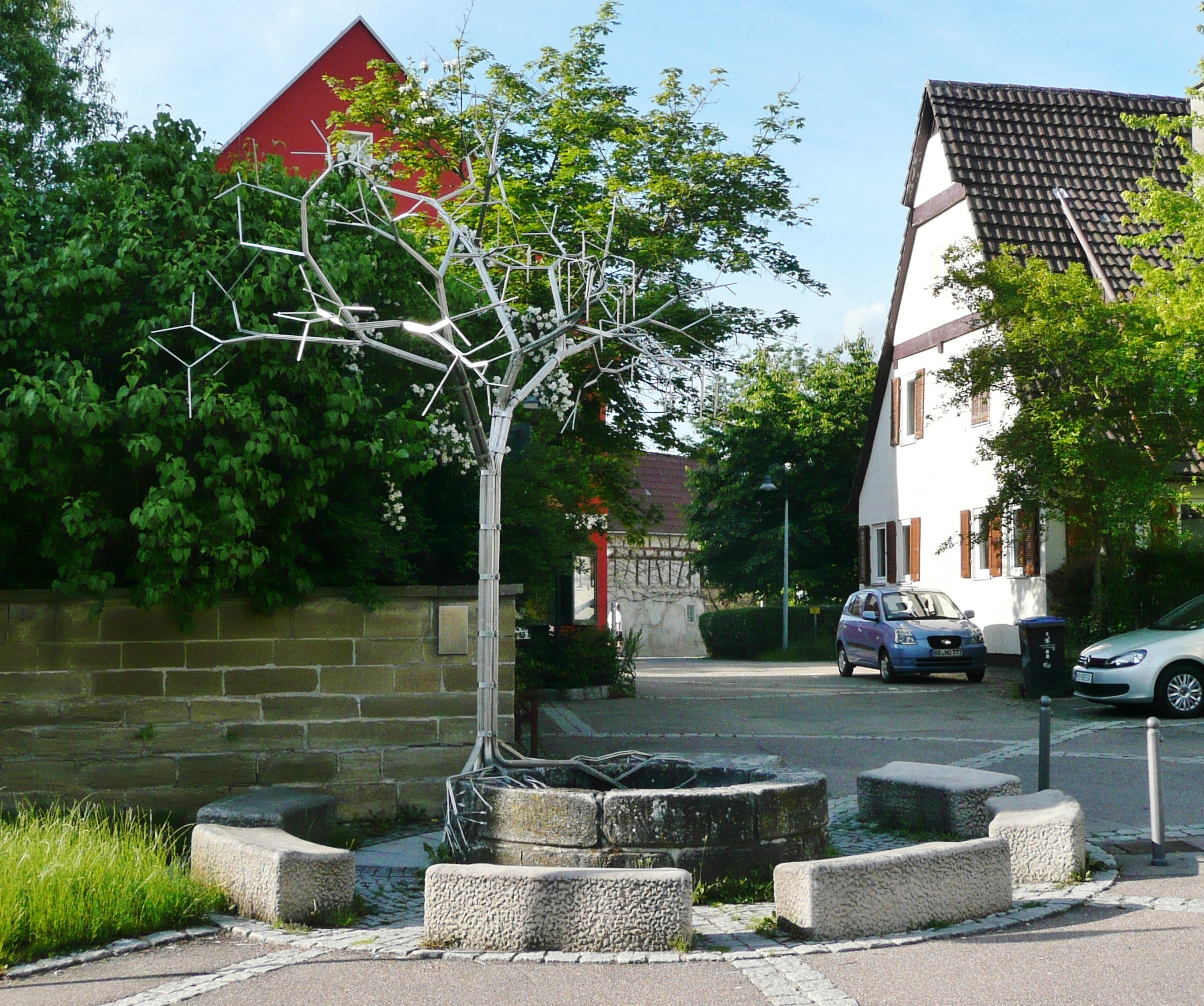
Der Christian-Wagner-Brunnen von Frei Otto

In Warmbronn gibt es einen Christian-Wagner-Dichterpfad mit elf Stationen. Des Weiteren ist der von Frei Otto entworfene Brunnen in der Ortsmitte nach ihm benannt, mit dem Wagner-Zitat „Es gibt Sonnen genug“ als Inschrift.

## Werke
- 1877 Schloß Glemseck, romantische Sage
- 1885 Märchenerzähler, Bramine und Seher, seit der zweiten Auflage: Sonntagsgänge (NA ISBN 3-921829-03-8)
- 1887 Weitere Märchen und Balladen, Bestandteil der weiteren Auflagen der Sonntagsgänge
- 1890 Balladen und Blumenlieder, zusätzliche dritte Ergänzung der Sonntagsgänge
- 1893 Weihegeschenke, Gedichte (NA ISBN 3-921829-15-1)
- 1894 Neuer Glaube, Gedichte und Prosa (NA ISBN 3-921829-10-0)
- 1897 Neue Dichtungen, Gedichte (NA in: ISBN 3-921829-15-1)
- 1904 Ueber Knechtsinn und Bedientenhaftigkeit (Ein Aufsatz, in dem Wagner sich mit der Pöbelhaftigkeit, Oben wie Unten, Unten wie Oben auseinandersetzt.)
- 1906 Ein Blumenstrauß, Gedichte
- 1909 Späte Garben, Gedichte (NA in: ISBN 3-921829-15-1)
- 1912 Italien in Gesängen
- 1913 Aus der Heimat. Ein Schwabenbuch, autobiographische Texte
- 1913 Gedichte, ausgewählt und eingeleitet von Hermann Hesse (Neuausgabe mit einem Nachwort von Peter Handke, Suhrkamp, Frankfurt/Main 1980)
- 1913 Das Verhältnis des ländlichen Dichters zu seiner Umgebung, in: Schriftsteller, Verleger und Publikum. Eine Rundfrage. Zehnjahreskatalog Georg Müller Verlag München
- 1915 Eigenbrötler. Kleine Geschichten aus meiner Jugendzeit, (NA ISBN 3-921829-02-X)
- 1918 Otto Güntter (Hrsg.): Gesammelte Dichtungen von Christian Wagner, Strecker und Schröder, Stuttgart 1918
- Friedrich Pfäfflin (Hrsg.): Christian Wagner / Hermann Hesse. Ein Briefwechsel 1909-1915, Deutsche Schillergesellschaft, Marbach a. N. 1977
- Ulrich Keicher (Hrsg.): Gedichte, Mit einem Vorwort von Albrecht Goes und Zeichnungen von Gunter Böhmer, Konrad Theiss Verlag, Stuttgart 1981, ISBN 3-8062-0119-6
- Harald Hepfer (Hrsg.): Aus meinem Leben – Autobiographie des Bauern und Dichters zu Warmbronn, Keicher, Warmbronn 1992, ISBN 3-932843-76-2 (hieraus die Zitate oben in der Beschreibung seines Lebens)
- Jürgen Schweier (Hrsg.): Blühender Kirschbaum – Die schönsten Gedichte, Schweier Verlag, Kirchheim/Teck 1995, ISBN 3-921829-33-X
- Ulrich Keicher (Hrsg.): Christian Wagner: Eine Welt von einem Namenlosen. Bd. 1 Das dichterische Werk / Bd. 2 Lebenszeugnisse und Rezeption, Wallstein Verlag, Göttingen 2003, ISBN 3-89244-661-X

## Filmporträt
- Norbert Beilharz: Das verlorene Paradies – Porträt Christian Wagner (1985)